# Таубергіссен
48°15′19″ пн. ш. 7°41′27″ сх. д. / 48.2553° пн. ш. 7.69083° сх. д.

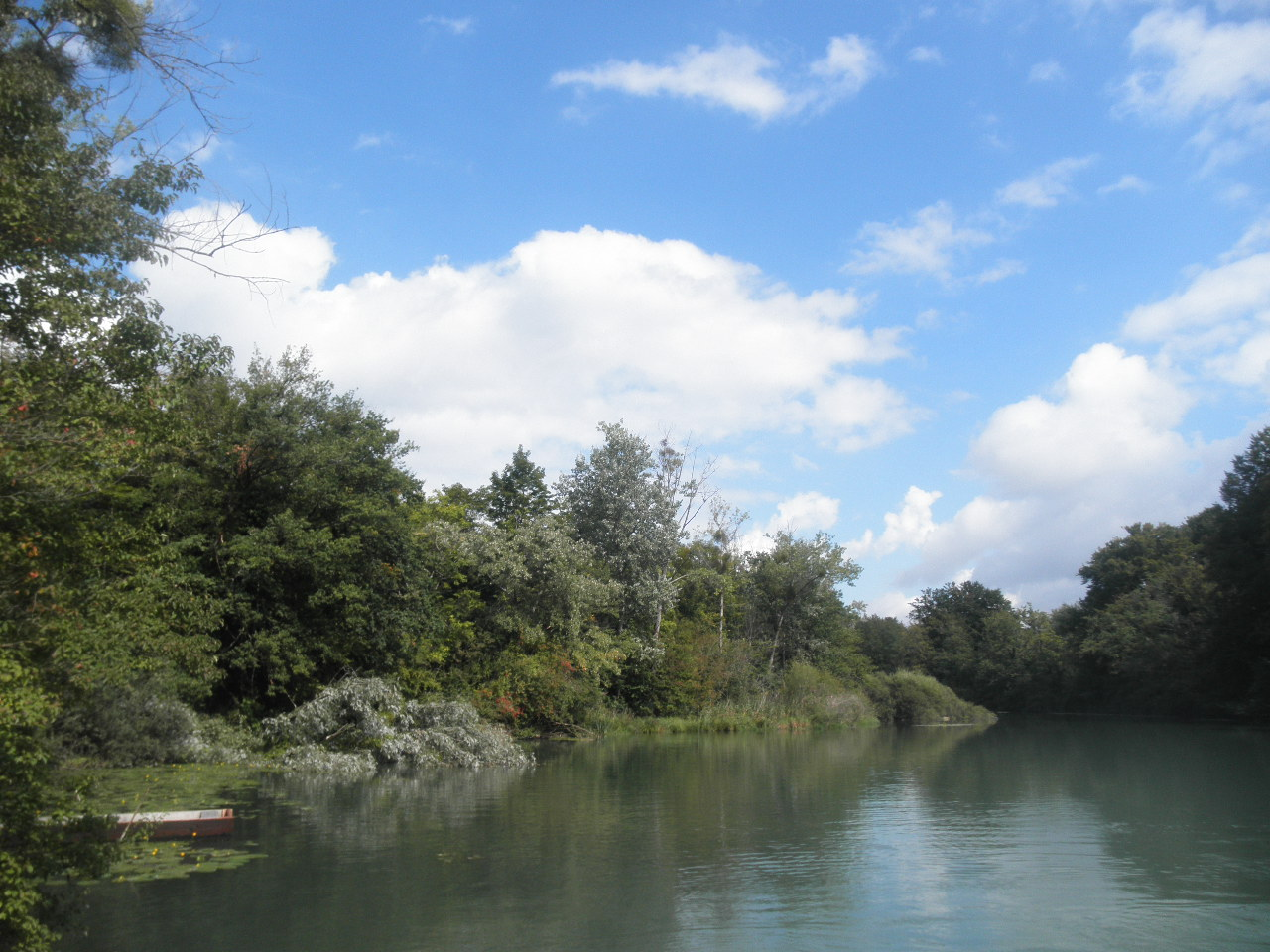
Природний заповідник Таубергіссен

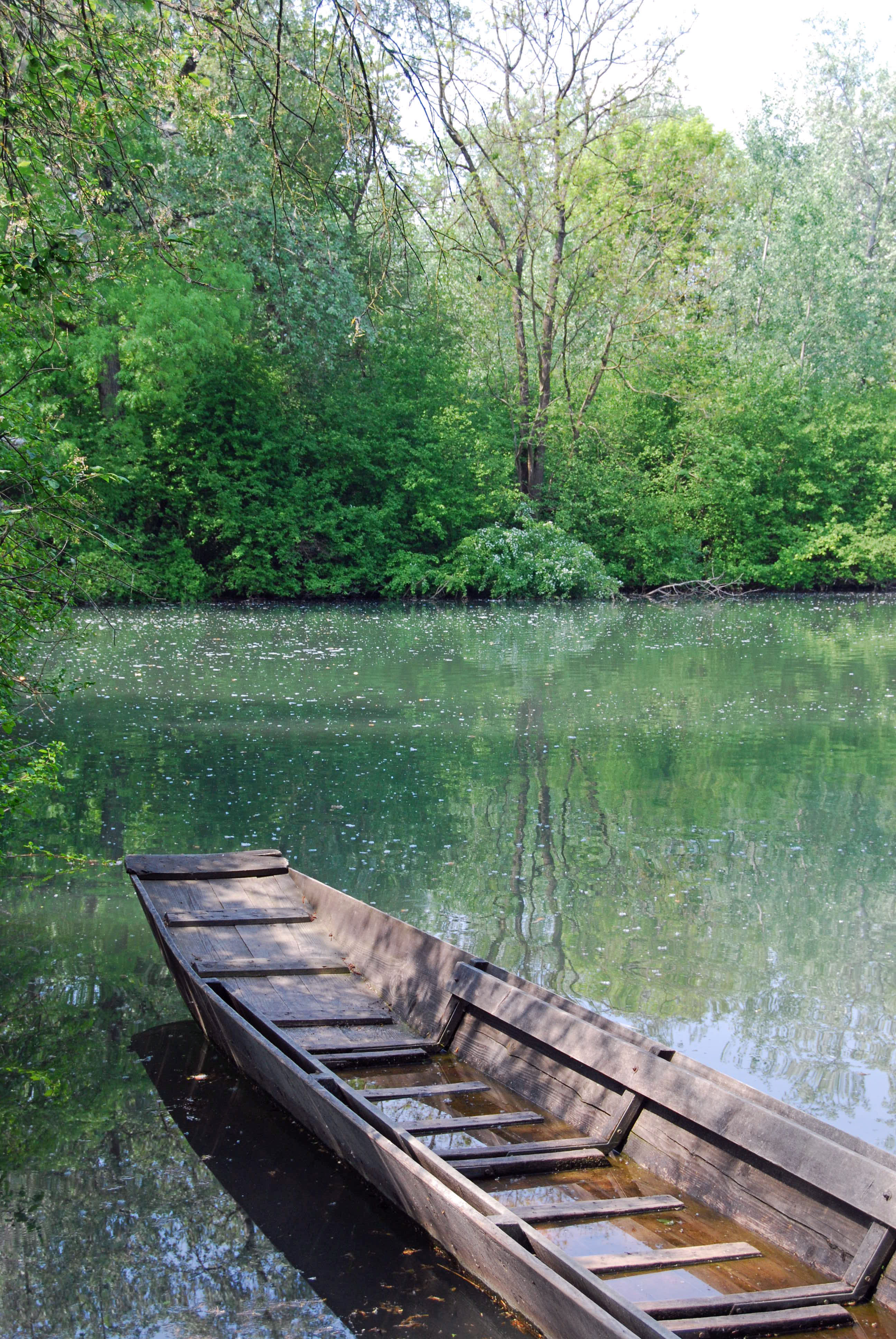
Таубергіссен

Таубергіссен (нім. Taubergießen) — заплавне водно-болотне угіддя на півдні Верхнього Рейну в природній зоні Оффенбурзька Рейнська рівнина. 
Таубергіссен був оголошений природним заповідником в 1979 році, і з 1697 га є однією з найбільших охоронних територій у Баден-Вюртемберзі. 
Довжина з півночі на південь становить понад 12 км. 
Найбільша ширина близько 2,5 км.

## Назва
Назва «Таубергіссен» походить від назви одного з численних водотоків і відгалужень природного заповідника, який протікає на півночі області та впадає справа в нижню течію річки Ельц, яка впадає до Рейну. 

## Географія
Таубергіссен розташований на півдні Верхньорейнської рівнини між Фрайбургом та Оффенбургом в районах Еммендінген і Ортенау, поблизу Лару і безпосередньо на захід від громад Каппель-Графенгаузен, Руст і Райнгаузен.
Таубергісен належить переважно до району громад Каппель-Графенгаузен, Руст і Рейнгаузен. 
9,98 км ² власності французької громади Рино є історично обумовленими. 
На території Німеччини Рино, цей «шматочок Ельзасу в Німеччині», класифікується як некорпоративна громада. 
Через випрямлення Рейну в першій половині XIX століття і першою локалізацією основного річища в цьому районі було частково змінено кордон між Німеччиною та Францією. 
Однак зміни річища (відповідно русел – її рукавів) не змінили власників.

## Історія
Верхньорейнська рівнина виникла приблизно 35 мільйонів років тому в результаті рифтогенезу. 
Між Базелем і Франкфуртом поверхня землі опустилася, і виникли навколишні сьогодні Вогези та Шварцвальд. Рейн знайшов шлях від Альп до Північного моря. 
Пізніше тут розвинулися заплави.
Територія була оголошена природним заповідником (NSG № 3.108) 27 вересня 1979 року та була включена рішенням від 8 квітня 1997 року до охоронюваної території № 3.233 регіональною радою Фрайбурга. 
Заповідник площею 1697 га віднесений до IV категорії Міжнародного союзу охорони природи (МСОП). Код CDDA Всесвітньої бази даних охоронюваних територій (WDPA) становить 165837. 

У рамках проекту «Відродження Таубергіссена» з 2006 року та початку будівельних робіт у 2007 році було прокопано водні канали, прокладено проходи, зведено мости та переплановано старі будівлі. 
 
Ці заходи запобігають подальшому замуленню територій, зокрема при низькій воді, збільшуючи швидкість течії та забезпечуючи частіший стік. 
У 2008 році Таубергіссен був включений до територій Рамсарської конвенції. 

## Флора
Близько 60% території вкрито лісами, решта використовується як пасовища для сільського господарства. Великий ландшафт пересікають численні водотоки. Тут цвітуть рідкісні орхідеї.

## Фауна
Природний заповідник із його лісами, луками, пурпуровими трав’яними луками, сухими вапняковими луками та протипаводковими дамбами є місцем проживання багатьох видів, що знаходяться під загрозою зникнення. 